# Вільгельм I де Шамплітт
Вільгельм I де Шамплітт (*фр. Guillaume Ier de Champlitte; бл. 1160–1209) — 1-й володар Ахейського князівства в 1205—1209 роках.

## Життєпис
Походив з Блуаського дому. Онук Гуго I, графа Шампані, другий син Еда I де Шамплітта, віконта Діжона, й Сибілли да ла Ферте. 1187 року після смерті батька отримав частку родинних земель.
1196 року подарував значну частику посагу першої дружини Алікс де Мерсо цистерціанському монастиреві в м. Оберив на спомин душі померлого брата Гуго.
У 1199 році розлучився з другою дружиною, оженившись на представниці роду Куртене і онучці французького короля Людовика VI. Того ж року разом зі старшим братом Едом відгукнулися на заклик папи римського Інокентія III стосовно участі в новому хрестовому поході, приєднавшись до військам 1200 року в абатстві Сіто. 1201 року був серед підписантів листа до Папи Римського з проханням не карати очільників хрестоносців за захоплення далматського міста Зара (сучасний Задар). Зрештою цей похід був спрямований проти візантійського імператора Олексія III Ангела. Брав участь у двох штурмах Константинополя, був серйозно поранений і зламав руку, а його брат Ед загинув.
Після утворення Латинської імперії зумів замирити свого друга Жоффруа де Віллардуена з Бладуїном Фландрським, який став імператором.
Протягом 1204 року брав участь в походах Боніфація Монферратського, який створив Фессалонікське королівство. Водночас посилив свій авторитет серед хрестоносців. Тому вирішив отримати в Греції власні володіння. Під час облоги Нафпліону, Жоффруа де Віллардуен Молодший переконав де Шамплітта захопити Пелопоннес. Отримавши дозвіл Боніфація Монферратського почав вторгнення на ці землі, перетворивши місто Патри на свою базу. За цим без бою зайняв місто Андравіда в Еліді. Це місто де Шамплітт зробив своєю резиденцією.
Невдовзі стикнувся з опором Михайла Комніна Дуки, що панував на Пелопоннесі. У 1205 році в битві у оливкового гаю біля Кундуроса Вільгельм де Шамплітт завдав супротивникові рішучої поразки. Михайло Комнін Дука втік до Епіру, де створив власну державу-деспотат. Після цієї важливої перемоги хрестоносцям підкорився весь Пелопоннес, окрім південно-східної частини півострова, де панував візантійський магнат Лев Сгур.
Вільгельм де Шамплітт отримав титул князя (був визнаний Папою Римським), а сама держава стала зватися Ахейським князівством. Шамплітт визнав себе васалом Фессалонікійського королівства. 1206 року в битві при Като-Ахейї завдав нової поразки Михайлу Комнін Дуці. До 1208 року де Шамплітт захопив більшість володінь Лева Сгури, але взяти Акрокоринф не зміг.
Водночас почалося протистояння з Венеційською республікою, яка вимагала частки Пелопоннесу або грошової компенсації. 1206 року венеційці захопили портові міста Модон і Корон. Невдовзі було укладено мирний договір, за яким Вільгельм де Шамплітт визнав себе  в містах Модон і Корон васалом республіки. Також князь Ахейський визнав сюзеренітет латинського імператора.
Протягом наступних кількох років провів реформи, спрямовані на зміцнення влади франкських лицарів на захоплених землях. Князівство поділив на 12 вищих бароній, які в свою чергу були розділені на лени. Частину земель отримали ордени госпітальєрів, тамплієрів, тевтонів. Разом з тим вимушений був розділити владу з найпотужнішими феодалами та місцевою знаттю, тому Шамплітт утворив високий суд з 4 баронів-французів і 4 архонтів-греків на чолі із байлі, яким став Жоффруа де Віллардуен Молодший.
1209 року рушив до Франції, оскільки в цей час тривала суперечка за майно роду Шампліттів, оскільки на той момент усі брати Вільгельма були мертвими. Але того ж року де Шамплітт помер в Апулії. Владу в Ахейському князівстві перебрав Жоффруа I де Віллардуен.

## Родина
1. Дружина — Алікс де Мерсо
дітей не було
2. Дружина — Елізабет, донька Гуго, сеньйора де Мон-Сен-Жан
дітей не було
3. Дружина — Есташ, донька П'єра де Куртене
Діти:
- Вільгельм (1200—1271), віконт діфона, засновник роду Шамплітт-Понтейлер
- Ед (д/н—1250)
- Елізавета (д/н—1244), дружина сеньйора Еда III де Грансе